# هاينريش كريستيان شوماخر
هاينريش كريستيان شوماخر (بالألمانية: Heinrich Christian Schumacher)‏ (و. 1780 – 1850 م) هو عالم فلك، وأستاذ جامعي من ألمانيا . ولد في باد برام اشتت . وكان عضواً في الجمعية الملكية، والأكاديمية الروسية للعلوم، والأكاديمية الملكية الدنماركية للعلوم والآداب، والأكاديمية البروسية للعلوم، والأكاديمية الأمريكية للفنون والعلوم، والأكاديمية الملكية السويدية للعلوم .
توفي عن عمر يناهز 70 عاماً.

## جوائز
حصل على جوائز منها:
- الميدالية الذهبية للجمعية الفلكية الملكية (1829).